# セント・ヘレンズ男爵
セント・ヘレンズ男爵（セント・ヘレンズだんしゃく、英: Baron St. Helens）は、イギリスの貴族爵位。アイルランド貴族で1度、連合王国貴族で2度創設されており、そのうち連合王国貴族における2度目の創設のみ存続している。

## 歴史
グレートブリテン王国の外交官アレイン・フィッツハーバート(1753–1839)は1789年のヌートカ危機においてスペインとの紛争を解決した功績により、1791年1月26日にアイルランド貴族であるセント・ヘレンズ男爵（Baron Saint Helens）に叙された。第二次武装中立同盟が崩壊した後、1801年6月にロシア帝国との貿易協定締結に成功したことで、1801年7月31日に連合王国貴族であるサウサンプトン州セント・ヘレンズにおけるセント・ヘレンズ男爵（Baron Saint Helens, of Saint Helens, co. Southampton）に叙された。しかしアレインは生涯未婚であり、その死をもって2つのセント・ヘレンズ男爵位は廃絶した。
保守党の政治家マイケル・ヒューズ＝ヤング(1912–1980)は1964年12月31日に連合王国貴族であるランカスター州セント・ヘレンズにおけるセント・ヘレンズ男爵（Baron St. Helens, of St. Helens, co. Palatine of Lancaster）に叙された。長男に先立たれたため、初代男爵の死後は次男リチャード・ヒューズ＝ヤング(1945–)が2代男爵となった。

## セント・ヘレンズ男爵（1791年、1801年）
- 初代セント・ヘレンズ男爵アレイン・フィッツハーバート（英語版）（1753年 – 1839年）

## セント・ヘレンズ男爵（1964年）
- 初代セント・ヘレンズ男爵マイケル・ヘンリー・コリン・ヒューズ＝ヤング（英語版）（1912年 – 1980年）
  - パトリック・マイケル・ヒューズ＝ヤング閣下（1942年 – 1970年）
- 第2代セント・ヘレンズ男爵リチャード・フランシス・ヒューズ＝ヤング（1945年 – ）

爵位の法定推定相続人は現当主の息子ヘンリー・トマス・ヒューズ＝ヤング閣下（1986年 – ）である。